# Stadion im. Ǵorcze Petrowa
Stadion im. Ǵorcze Petrowa – stadion piłkarski w Skopju, stolicy Macedonii Północnej. Obiekt może pomieścić 3000 widzów. Swoje spotkania rozgrywają na nim piłkarze klubu FK Makedonija.
Boisko klubu FK Makedonija w obecnej lokalizacji powstało po trzęsieniu ziemi w 1963 roku, kiedy teren poprzedniego stadionu klubu (wówczas pod nazwą FK Rudar) wykorzystano do budowy baraków dla ludzi, którzy stracili dach nad głową. W latach 1970–1971 wybudowano trybunę główną po stronie wschodniej. Trybunę po stronie zachodniej wybudowano w roku 2005.